# Callisburg
Callisburg är en ort i Cooke County i Texas. Orten har fått namn efter smeden Sam Callis. Vid 2010 års folkräkning hade Callisburg 353 invånare.